# Culcasia
Culcasia é um género botânico da família das aráceas. Consiste de aproximadamente 30 espécies, sendo todas endêmicas da África

## Espécies
- Culcasia angolensis
- Culcasia bosii
- Culcasia caudata
- Culcasia falcifolia
- Culcasia gracilis
- Culcasia liberica
- Culcasia parviflora
- Culcasia reticulata
- Culcasia sereti
- Culcasia tubulifera